# توتیا (بازیگر)
ملیحه بیانیان با نام هنری توتیا (یا طوطیا) بازیگر ایرانی بود که در روز یکم فروردین ماه ۱۳۲۱ زاده شد و عصر روز سه شنبه ۲۲ اسفند ۱۳۹۱ در خانه‌اش در تهران درگذشت و روز چهارشنبه در بهشت زهرای تهران قطعه ۲۴۳، ردیف ۱۲، شماره ۴۹ به خاک سپرده شد.

## فیلمشناسی
اولین حضور وی در سینما در سال ۱۳۵۱ و در فیلم «آبشار طلا» بود.
- پاپوش (۱۳۵۲)
- کی دسته گل به آب داده (۱۳۵۲)
- تولدت مبارک (۱۳۵۱)
- فاتح دلها (۱۳۵۱)
- آبشار طلا (۱۳۵۱)